# 朝興銀行

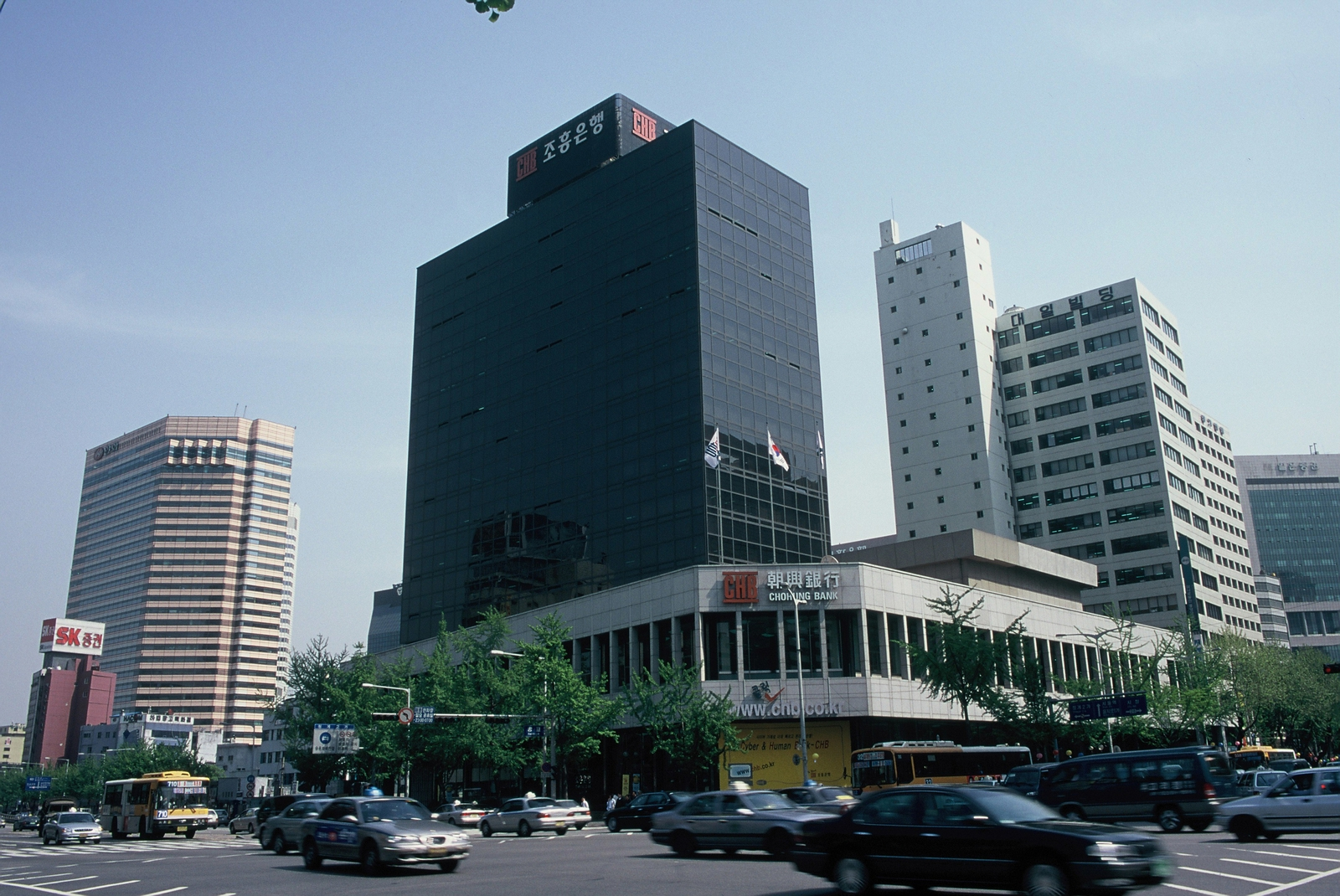
2000年的朝兴银行总行

朝興銀行（CHB Bank；韩语：조흥은행）是韩国其中一所最古老的银行，总部位于。银行于1897年2月1日成立。2006年4月，与新韓銀行合并。